# Salim Barakat
Salim Barakat (àrab: سليم بركات, Salīm Barakāt; kurd: Selîm Berekat) (Qamixli, 1951) és un poeta i novel·lista kurd sirià.
Va ser criat a Qamixli, al nord de Síria, on va passar la major part de la seva joventut. El 1970 es va traslladar a Damasc per tal d'estudiar literatura àrab i, després d'un any, es va traslladar a Beirut, on s'hi va estar fins a 1982. A Beirut va publicar cinc volums de poesia, un diari i dos volums autobiogràfics. Més tard es va traslladar a Xipre i va treballar com a director gerent del prestigiós diari palestí Al-Karmel, el director del qual era Mahmoud Darwix. El 1999 es va traslladar a Suècia.
Les seves obres exploren la cultura kurda, la seva situació i la seva història, així com la cultura àrab, assíria, armènia, circassiana i iazidita. El seu primer treball principal en prosa, Al-júndub al-hadidí (La llagosta de ferro), és una narració autobiogràfica de la seva infància a Qamixli. El llibre explora les condicions violentes i crues de la seva primera adolescència, plena de sentiments nostàlgics per a la terra i la cultura kurdes. La primera part del llarg subtítol del llibre es tradueix com "La memòria inacabada d'un nen que mai no va veure res més que una terra fugitiva".
Barakat és considerat un dels poetes i novel·listes més innovadors en llengua àrab. Stefan G. Meyer ha descrit el seu estil com el més proper per a qualsevol escriptor en àrab al realisme màgic de la literatura llatinoamericana i ha qualificat Barakat com probablement el millor escriptor actual de prosa en àrab. A causa del seu complex estil i de l'aplicació de tècniques preses de la literatura àrab clàssica, la seva influència i el seu estil poden considerar-se neoclàssics.
En català existeix Les Coves de Haidrahodahós, traduït per Xavier Valls Guinovart i Valèria Macías Pagès (ed. Karwán, 2017).

## Obres
| - فقهاء الظلام (Els savis de l'obscuritat) (1985) - أرواح هندسية (Esperits geomètrics) (1987) - الريش (Les plomes) (1990) - معسكرات الأبد (Campaments de l'Infinit) (1993) - الفلكيون في ثلثاء الموت: عبور البشروش (Els astròlegs del Dijous de la Mort: l'encreuament del flamenc) (1994) - الفلكيون في ثلثاء الموت: الكون (Els astròlegs del Dijous de la Mort: l'Univers) (1996) - الفلكيون في ثلثاء الموت: كبد ميلاؤس (Els astròlegs del Dijous de la Mort: el fetge de Milaeus) (1997) - أنقاض الأزل الثاني (Debris of the Second Eternity) (1999) - الأختام والسديم (Els segells i la nebulosa) (2001) - دلشاد (Dilxad) (2003) - كهوف هايدراهوداهوس (Les coves de Haydrahodahose) (2004) - ثادريميس (Thadrimis) (2005) - موتى مبتدئون (Les morts dels aprenents) (2006) - السلالم الرملية (Les escales de sorra) (2007) - لوعة الأليف اللا موصوف المحير في صوت سارماك (The Anguish of Indescribable Perplexing Intimacy in the Voice of Sarmak) (2008) - هياج الإوزّ (The Agitation of Geese) (2010) - حوافر مهشمة في هايدراهوداهوس (Crushed Hoofs in Haydrahodahose) (2010) - السماء شاغرة فوق أورشليم (Cel lliure sobre Jerusalem) (2011) - السماء شاغرة فوق أورشليم 2 (Cel lliure sobre Jerusalem 2) (2012) - حورية الماء وبناتها (La sirena i les seves filles) (2013) - سجناء جبل أيايانو الشرقي (Presoners de la muntanya Ayayanu de l'Est) (2014) - أقاليم الجنّ (Les regions dels jinns) (2016) - سبايا سنجار (Els captius de Sinjar) (2016) - زئير الظلال في حدائق زنوبيا (The Roaring of Shadows in Zenobia's Gardens) (2017) | - كل داخل سيهتف لأجلي، وكل خارج أيضاً (Each Newcomer Shall Hail Me, So Shall Each Outgoer) (1973) - هكذا أبعثر موسيسانا (Thus Do I Disperse Moussissana) (1975) - للغبار، لشمدين، لأدوار الفريسة وأدوار الممالك (For the Dust, for Shamdin, for Cycles of Prey and Cycles of Kingdoms) (1977) - الجمهرات (The Throngs) (1979) - الكراكي (Les grues) (1981) - بالشّباك ذاتها، بالثعالب التي تقود الريح (By the Very Traps, by the Very Foxes Leading the Wind) (1983) - البازيار (The Falconer) (1991) - طيش الياقوت (Recklessness of the Ruby) (1996) - المجابهات، المواثيق الأجران، التصاريف، وغيرها (Confrontations, Covenants, Threshing Floors, Adversities, etc.) (1997) - المثاقيل (Els pesos) (2000) - المعجم (El diccionari) (2005) - عب الثالثة فجرا من الخميس الثالث (The People of Three O'clock at Dawn on the Third Thursday) (2008) - ترجمة البازلت (La traducció del basalt (2009) - السيل (La torrentada) (2011) - عجرفة المتجانس (The Haughtiness of Homogeneity) (2012) - آلهة (Déus) (2012) - شمال القلوب أو غربها (El nord dels cors o el seu oest) (2014) - سوريا (Síria (2015) - الغزليّة الكبرى (The Great Poem of Love (2016) - الأبواب كلّها (Totes les portes) (2016) |

| - كنيسة المحارب (L'església del guerrer) (1976) - الجندب الحديدي (La llagosta de ferro) (1980) - هاته عالياً، هات النّفير على آخره (Toca-la fort, toca la trompeta fins que no puguis més) (1982) | - الديوان (Diwan) (1992) - الأقراباذين (Pharmacopoeia) (1999) (col·lecció d'assajos) - الأعمال الشعرية (Treballs poètics) (2007) (antologia de poemes, 1973–2005) - الأعمال الشعرية 2 (Treballs poètics 2 (الأعمال الشعرية 2) (2017) (antologia de poemes, 2008–2016) |

| - نرجس (Narjis) (1975) - من يحرس الأرض (Qui vigila la Terra?) (1980) - النوم (La Son) (1980) |